# 奧爾塔 (亞速爾群島)

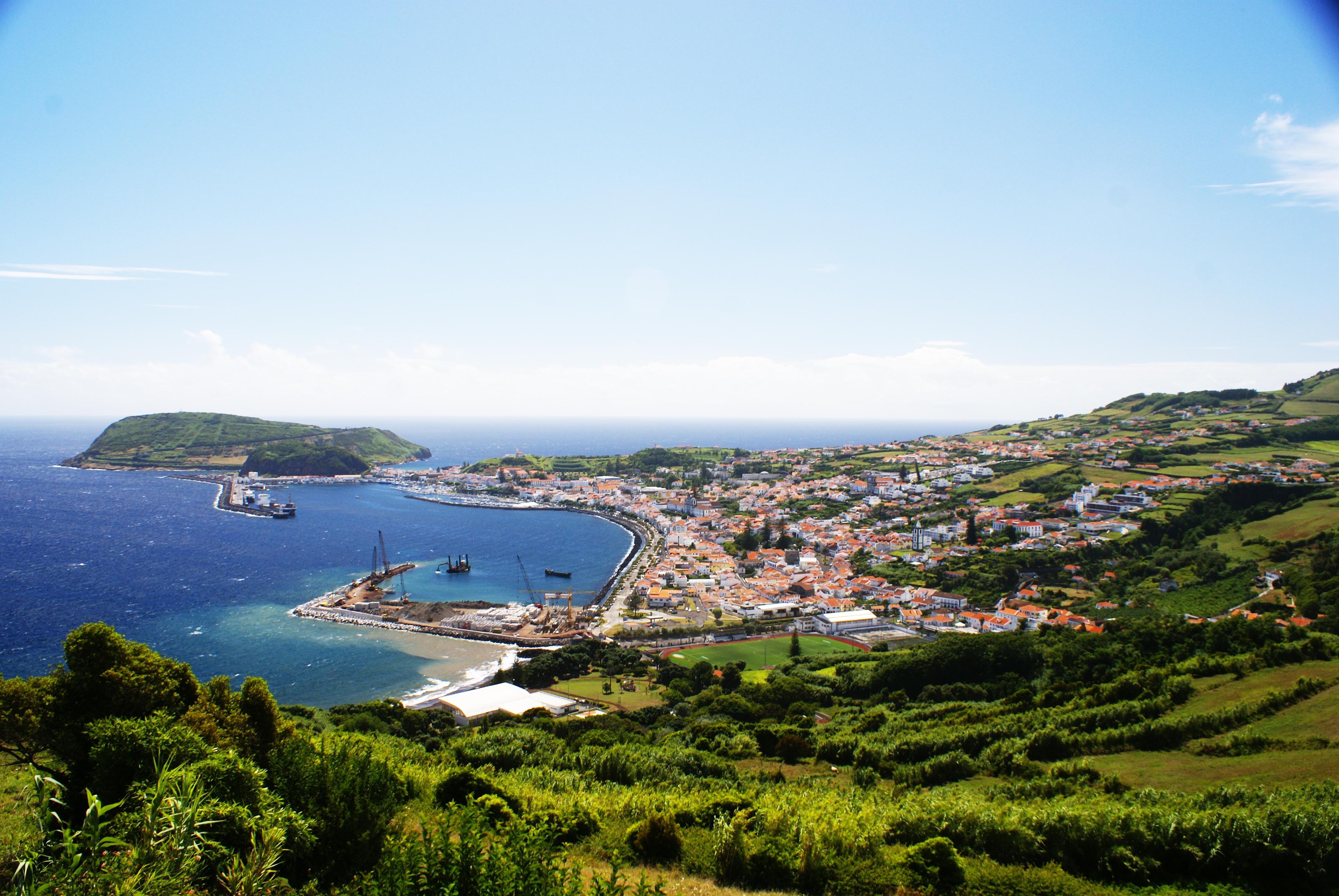
奥尔塔市及海湾

38°34′46″N 28°42′59″W / 38.57944°N 28.71639°W
奧爾塔（葡萄牙語：Horta，葡萄牙語發音：[ˈɔɾtɐ] ⓘ）是葡萄牙亞速爾群島中部法亞爾島上的唯一的市镇。始建於1498年，面積173.06平方公里，海拔高度404公尺，2011年人口15,038，該市鎮人口密度每平方公里87人。

## 图集

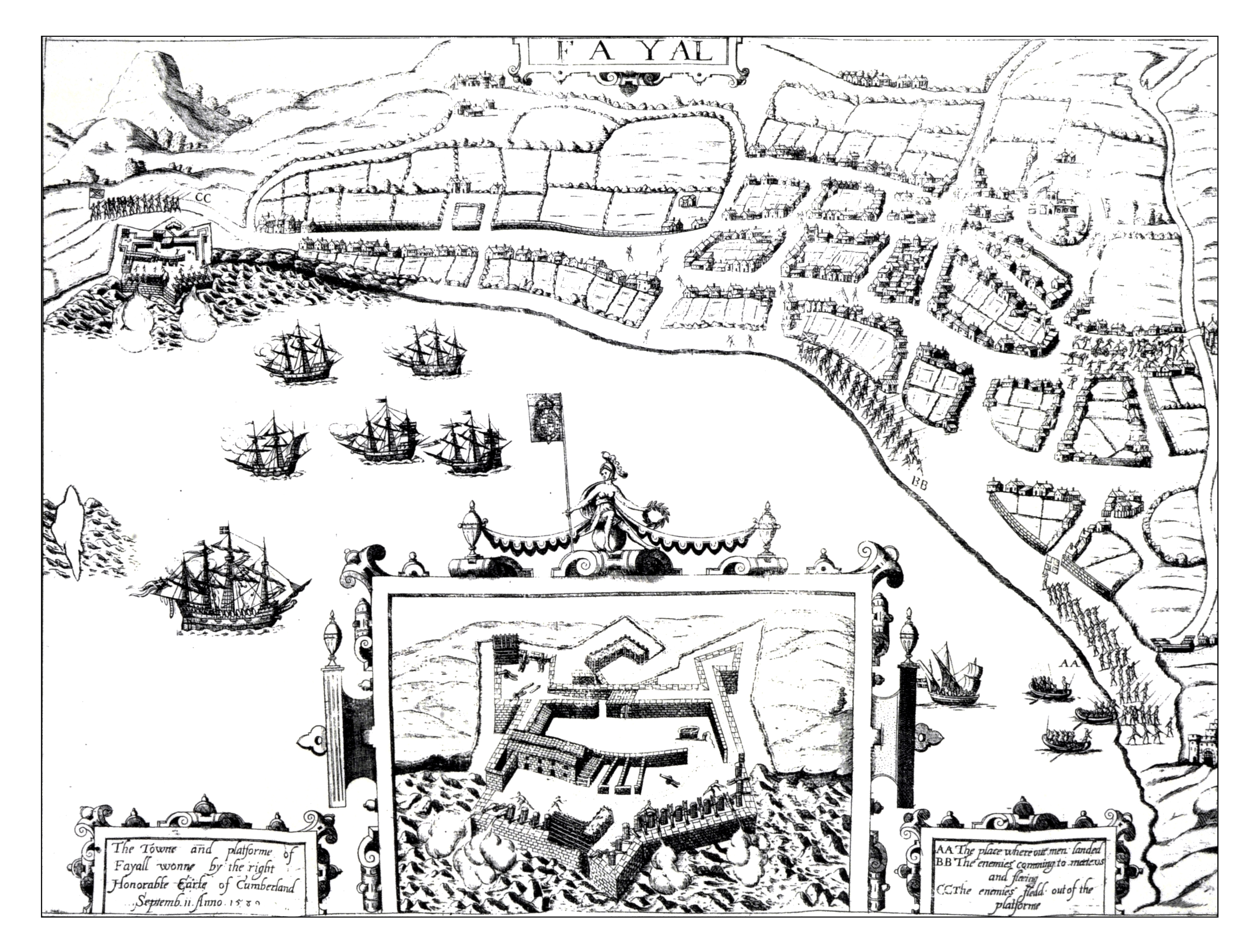
1589年的奥尔塔湾及主要定居点
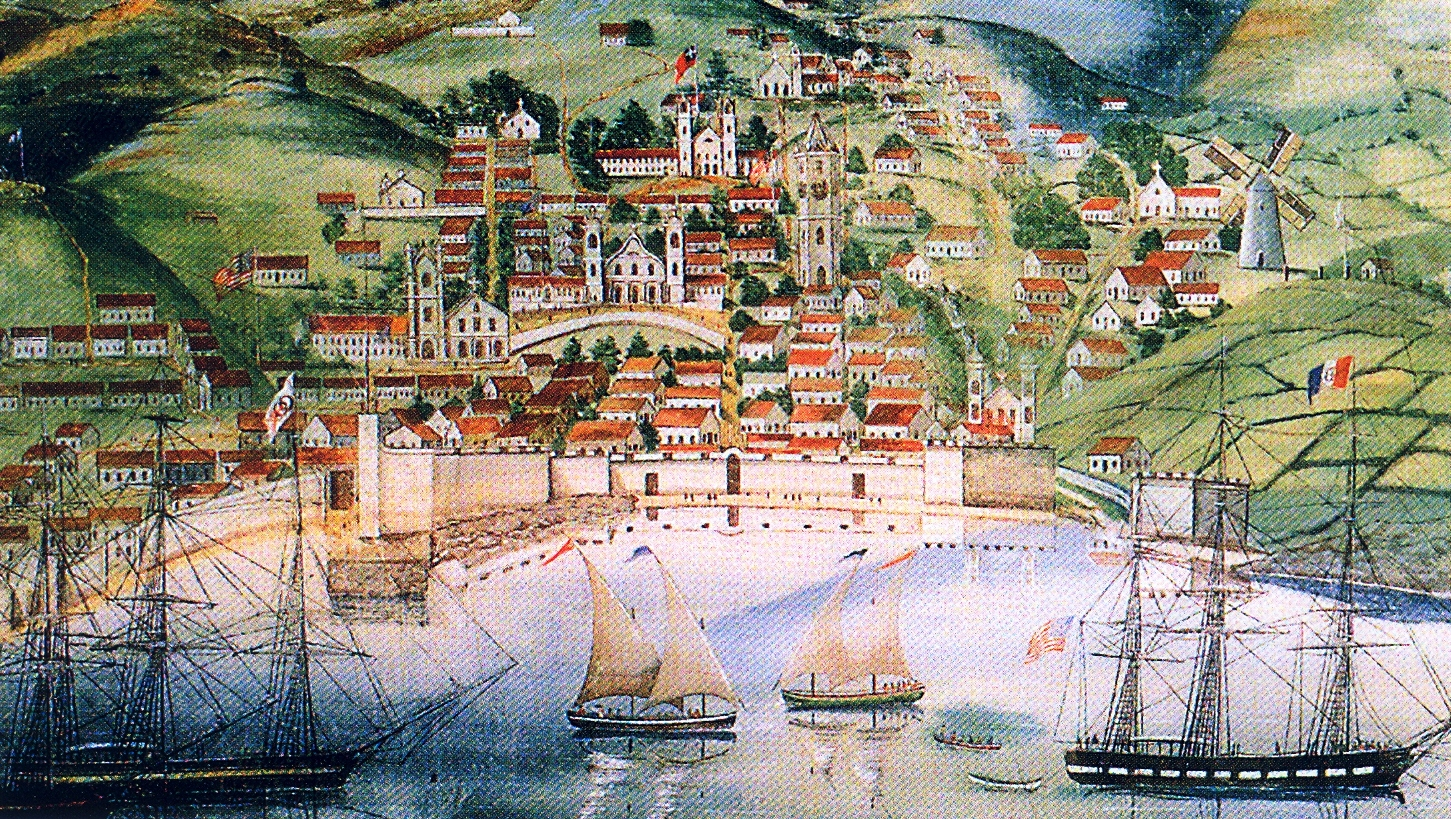
描绘大约1842年时奥尔塔的图片
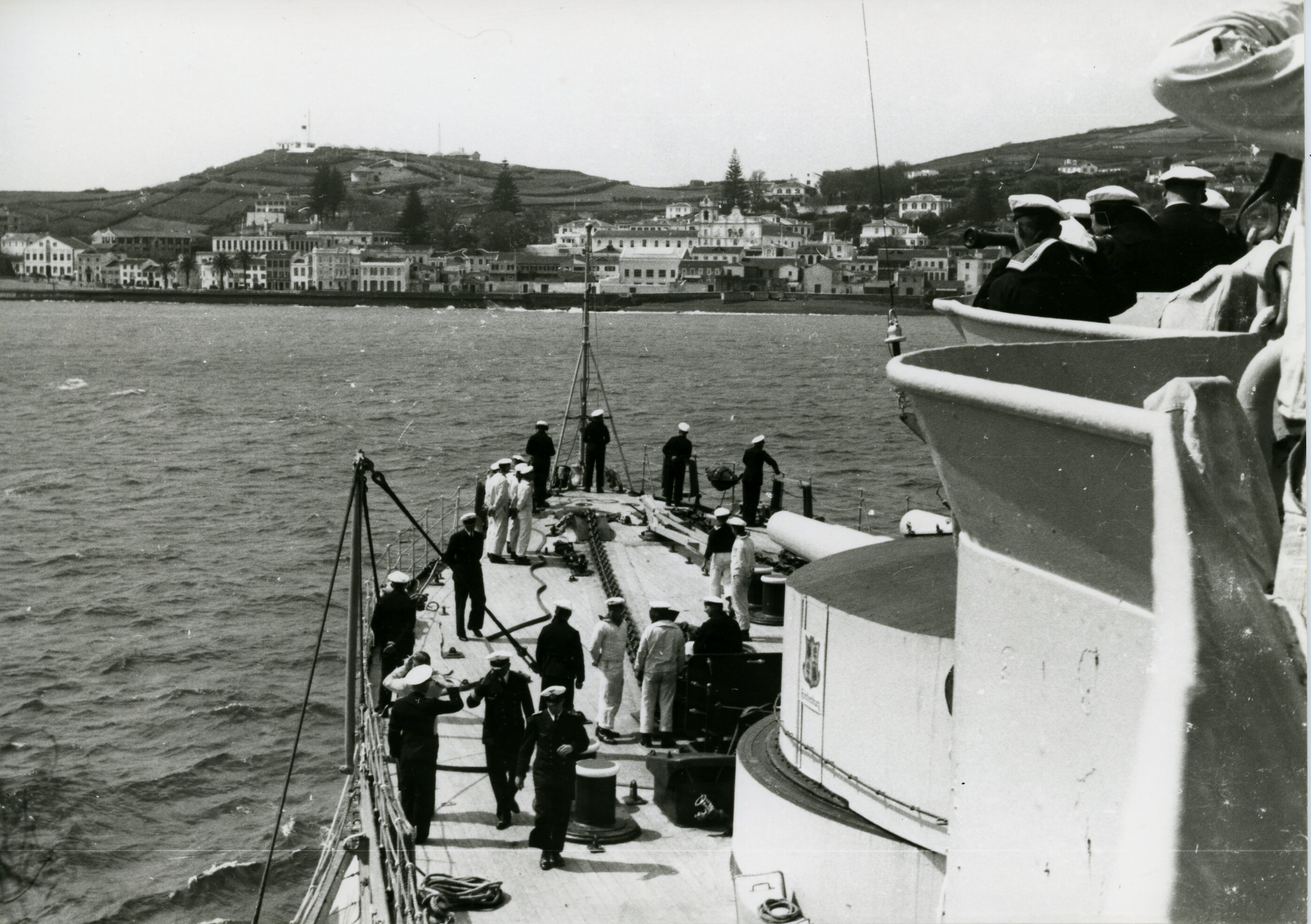
二战爆发之前的奥尔塔港
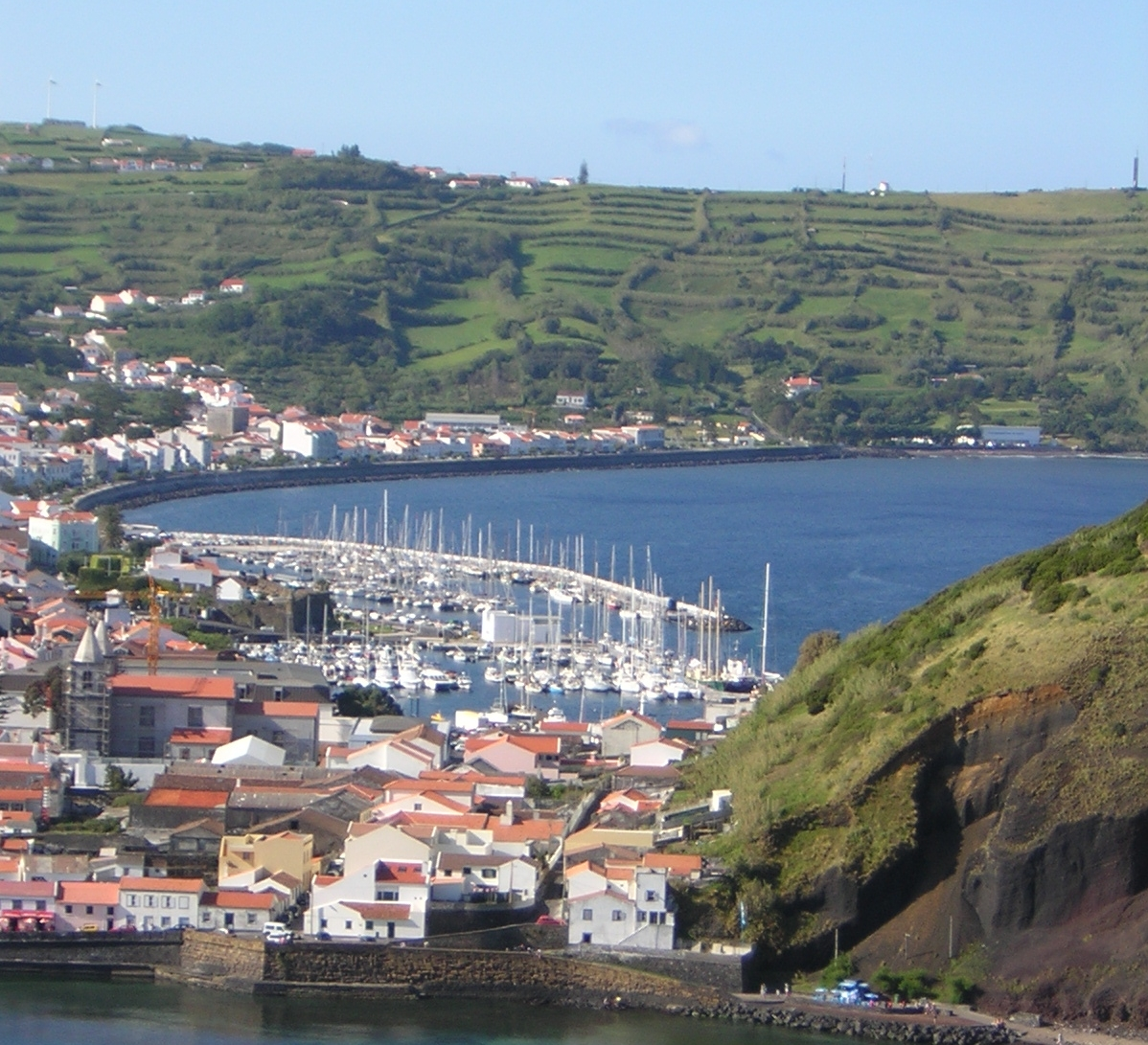
从南边眺望奥尔塔及其海港
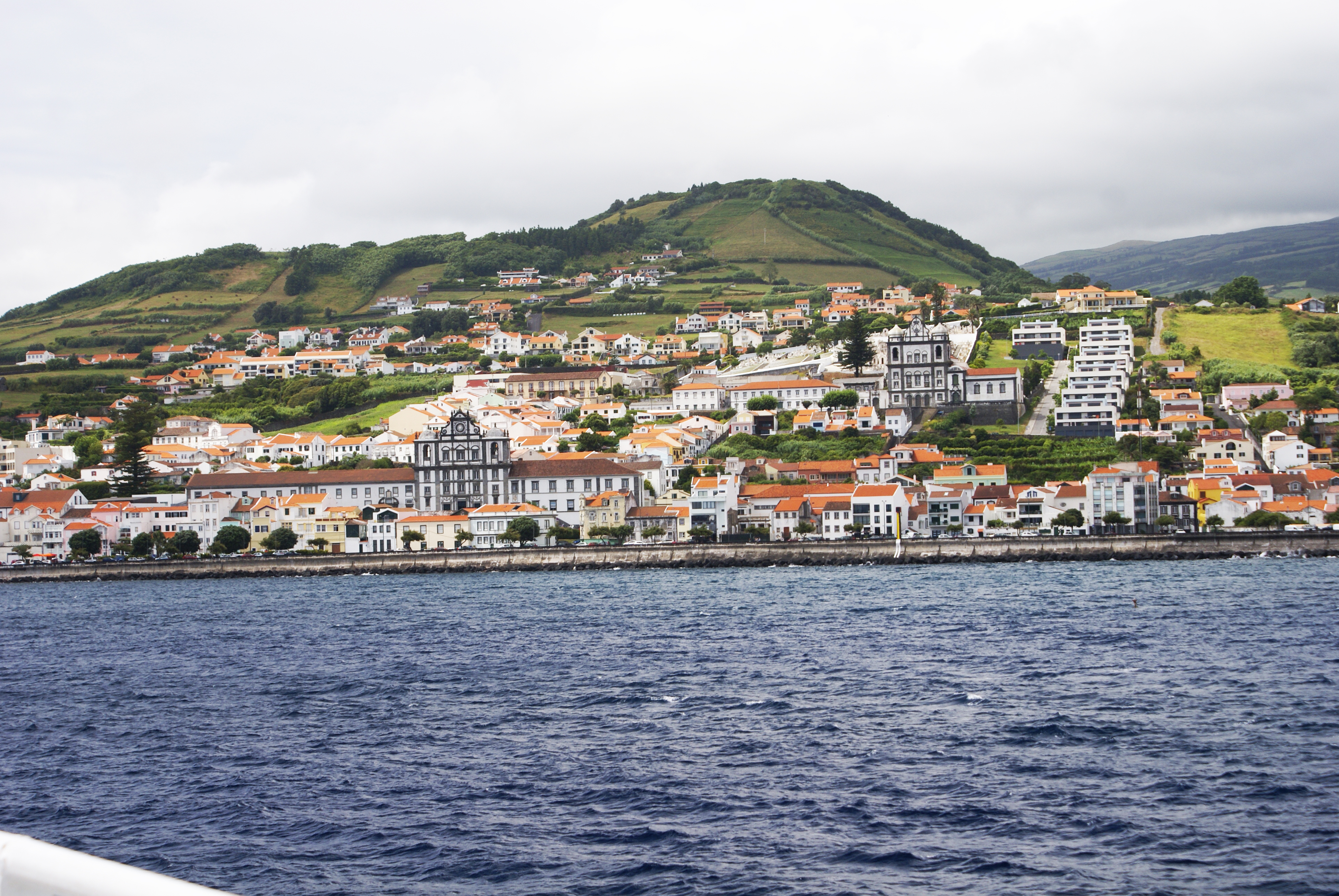
奥尔塔市中心
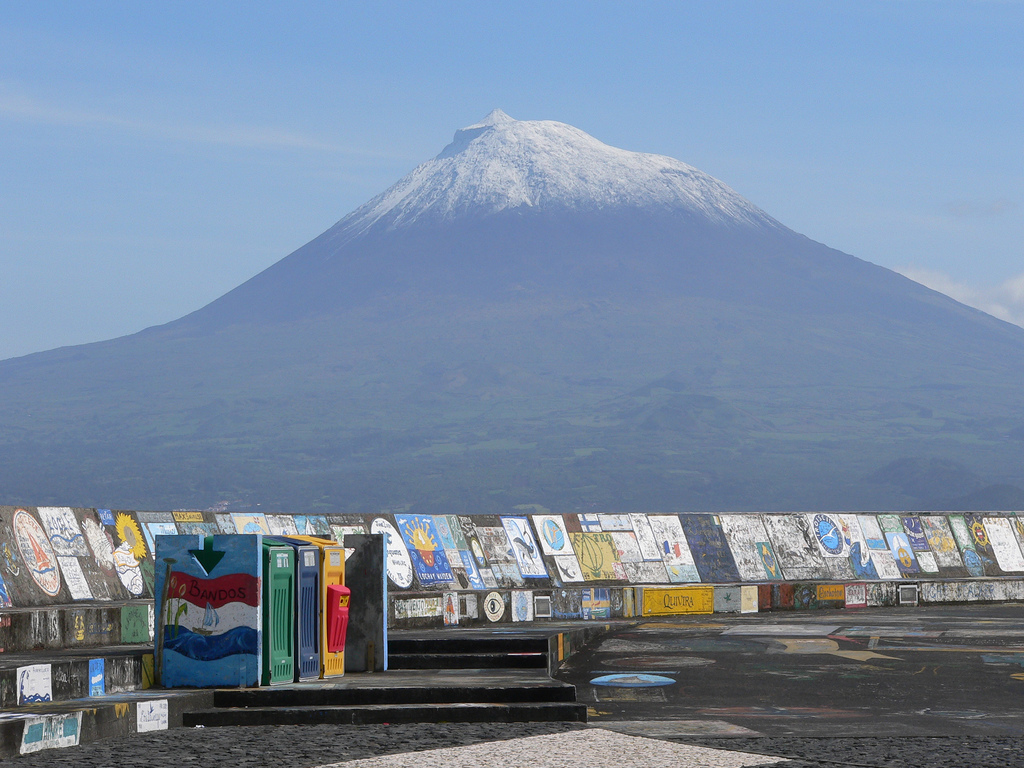
从奥尔塔港眺望皮库岛上的皮库峰